# Znamienskoje (obwód wołogodzki)
Znamienskoje (ros. Знаменское) – wieś w Rosji, w rejonie mieżdurieczeńskim obwodu wołogodzkiego. W 2021 r. była niezamieszkana.